# Vayamos Compañeros
Vayamos Compañeros – pierwszy singel niemieckiego zespołu Marquess z płyty Frenetica, wydany 8 kwietnia 2007.